# Classe Mukha
La Classe Mukha (projet sokol-1145) est une classe de Navire d'attaque rapide/patrouilleur lance-missile hydroptère de Russie. Il est un dérivé de la classe Babochka (projet 1141) mais avec un armement et une propulsion différante. Deux inachevé ont été transmit en 1997 à l'Ukraine mais n'ont jamais été fini.